# Hemipauropus leptoproctus
Hemipauropus leptoproctus är en mångfotingart som beskrevs av Filippo Silvestri 1902. Hemipauropus leptoproctus ingår i släktet Hemipauropus och familjen fåfotingar. Inga underarter finns listade i Catalogue of Life.